# Otto Schlißke
Friedrich Wilhelm Otto Schlißke (* 10. März 1906 in Bremen; † um 1975) war ein evangelischer Pfarrer. Er schrieb Bücher zu verschiedenen christlichen Themen, besonders zur evangelischen Erziehung.

## Leben
Schlißke wurde 1931 an der Universität Münster zum Dr. phil. promoviert. 1935 wurde er als Deutscher Christ Pfarrer in Heiligengrabe und 1936 Leiter des zum Kloster Stift zum Heiligengrabe gehörigen Lyzeums. 1937 gab er diese Tätigkeiten auf eigenen Wunsch auf. Ab Oktober 1945 arbeitete er als Pfarrer in Oldenburg-Ohmstede, von wo er 1947 nach Jever-Wiefels wechselte. Neben seiner Pfarramtstätigkeit engagierte er sich in der christlichen Erziehungsarbeit. Ab 1952 war Schlißke Schulreferent des Kirchenkreises Essen.
Seit 1962 folgten mindestens 27 vom Gladbecker Schriftenmissions-Verlag verlegte Broschüren. Sie behandelten Themen des Glaubens in einer zunehmend säkularisierten Welt, versuchten teils aber auch Kinder und Jugendliche in die protestantische Tradition einzuführen.

## Schriften (Auswahl)
- Die Apostel in der deutschen Dichtung des Mittelalters. Dissertation. Münster 1931.
- Handbuch der Lutherlieder. Vandenhoeck & Ruprecht, Göttingen 1948, DNB 454375018
- Der Schatz im Wüstenkloster. Die abenteuerliche Entdeckung der ältesten Bibelhandschrift durch Constantin von Tischendorf. Kreuz-Verlag, Stuttgart 1953.
- Apfel, Nuß und Mandelkern: Was unsere Advents- u. Weihnachtsbräuche eigentlich bedeuten. 1953.
- Evangelisches Elternbuch. Tübinger Taschenbuch 1954.
- Der Schatz von Jericho. Kreuz-Verlag, Stuttgart 1955.
- Christhard Mahrenholz, Oskar Söhngen, unter Mitarbeit von Otto Schlißke (Hrsg.): Handbuch zum Evangelischen Kirchengesangbuch. 3 Bände. Göttingen 1957.
- mit Martin Rang: Die Geschichte der Kirche. Göttingen 1959.
- Die silberne Handschrift. Kreuz-Verlag, Stuttgart 1959.
- Fröhliche Ostern, Von Ostereiern, Osterhasen und guten Osterbräuchen. Kreuz-Verlag, Stuttgart 1960.
- Autorität heute. Schriftenmissions-Verlag, Gladbeck 1962.